# NGC 5807
NGC 5807 is een compact sterrenstelsel in het sterrenbeeld Draak. Het hemelobject werd op 14 september 1866 ontdekt door de Duits-Deense astronoom Heinrich Louis d'Arrest.

## Synoniemen
- MCG 11-18-16
- MK 832
- ZWG 318.9
- PGC 53373